# Travassosula
Travassosula este un gen de molii din familia Saturniidae. 

## Specii
- Travassosula mulierata Lemaire, 1971
- Travassosula subfumata (Schaus, 1921)